# جورج بی سایتز
جورج بی سایتز (انگلیسی: George B. Seitz; ۳ ژانویهٔ ۱۸۸۸ – ۸ ژوئیهٔ ۱۹۴۴) کارگردان و فیلم‌نامه‌نویس اهل ایالات متحده آمریکا بود که بین سال‌های ۱۹۱۳ تا ۱۹۴۴ میلادی فعالیت می‌کرد.

## فیلم‌شناسی
- ماجراهای جدید جی. روفوس والینگفورد (۱۹۱۵)
- ببر ماده (۱۹۲۷)
- اخطار (۱۹۲۷)
- جادوی سیاه (۱۹۲۹)
- آریزونا (۱۹۳۱)
- خیانت (۱۹۳۳)
- عشق اندی هاردی را می‌یابد (۱۹۳۸)
- کیت کارسون (۱۹۴۰)